# Hội nghị thượng đỉnh Hoa Kỳ-Nga 2018
Hội nghị thượng đỉnh Hoa Kỳ-Nga 2018 là một cuộc họp thượng đỉnh giữa Tổng thống Hoa Kỳ Donald Trump và Tổng thống Nga Vladimir Putin (do đó còn được gọi là hội nghị thượng đỉnh Trump-Putin). Nó diễn ra vào ngày 16 tháng 7 năm 2018, tại Helsinki, Phần Lan. Bộ Ngoại giao Phần Lan chính thức đặt tên cho hội nghị thượng đỉnh là #Cuộc họp HELSINKI2018. Nó được chủ trì bởi Tổng thống Phần Lan Sauli Niinistö.
Hội nghị tập trung vào việc cải thiện quan hệ song phương giữa hai nước đã xuống cấp kể từ khi Krym sáp nhập vào Nga vào năm 2014 và do đánh giá của cộng đồng tình báo Hoa Kỳ rằng Nga đã cố gắng can thiệp vào kết quả cuộc bầu cử năm 2016 của Hoa Kỳ.
Hội nghị thượng đỉnh cũng gây nhiều chú ý vì những phát biểu gây tranh cãi của Tổng thống Trump trong cuộc họp báo sau đó, trong đó ông không có lý do gì để cho rằng Nga đã can thiệp vào cuộc bầu cử năm 2016 của Mỹ. Những nhận xét của Trump đã gây ra một phản ứng dữ dội của mọi phe phái chính trị, trong đó bao gồm cả những người bình thường là đồng minh của ông. Đối mặt với những lời chỉ trích, Trump tuyên bố rằng ông đã nói lộn.

## Ngày họp
Cuộc họp thượng đỉnh xảy ra tại cung điện tổng thống Phần Lan. Các đề tài Trump tuyên bố sẽ thảo luận tại cuộc họp bao gồm tình trạng ở Syria và Ukraina  Ngoại trưởng Mike Pompeo (nhậm chức ngày 26.4.2018) gặp 2 đồng nghiệp Nga Sergey Lavrov và Phần Lan Timo Soini.
Tổng thống Phần Lan Sauli Niinistö tiếp Trump và Putin ban đầu riêng lẻ. Buổi sáng hôm đó Niinistö và vợ tiếp đón Donald và Melania Trump tại nơi cư trú chính thức của họ ở Mäntyniemi. Trong khi 2 tổng thống nói chuyện, 2 phu nhân cùng nhau ăn sáng.
Cuộc họp thượng đỉnh Helsinki 2018 bắt đầu tại cung điện tổng thống sau giữa trưa (khoảng 1 pm), Niinistö chính thức tiếp đón Putin, sau đó là Trump. Cuộc thảo luận song phương giữa tổng thống Mỹ và Nga xảy ra tại Gothic Hall trong cung điện; Trump và Putin gặp mặt nhau chỉ với thông dịch viên của mỗi bên. Sau cuộc họp đó là bữa làm việc có ăn trưa thêm các viên chức tại Phòng Kiếng (Hall of Mirrors).

## Họp mặt riêng
Trump và Putin đã gặp riêng trong hai tiếng, không có trợ lý hoặc người lập biên bản, chỉ có người phiên dịch của mỗi bên. Cuộc họp được lên kế hoạch 90 phút nhưng kéo dài hai tiếng. Sau đó có các kêu gọi của Thượng nghị sĩ Jeanne Shaheen và dân biểu Bill Pascrell hãy cho thông dịch viên của Trump, Marina Gross, làm chứng trước Quốc hội. Cuộc họp riêng được theo sau bởi một bữa làm việc có ăn trưa bao gồm các cố vấn cấp cao.

## Cuộc họp báo

### Vai trò của Nga trong cuộc bầu cử tổng thống 2016
Trong khi thứ trưởng bộ Tư pháp của Trump, Rod Rosenstein, 3 ngày trước khởi án chống lại 12 viên chức quân đội Nga, nhiều người là viên chức cao cấp, về tội đã xâm nhập vào hệ thống máy tính của đảng Dân chủ, đánh cắp tài liệu và cho phổ biến, để mà gây ảnh hưởng đến cuộc bầu cử, Trump trong cuộc họp báo cùng với Putin vào ngày 16.7 trả lời 1 phóng viên lại cho là, không có lý do gì để mà tin là Nga đã xâm nhập vào các máy tính của đảng Dân chủ.

## Tuyên bố sau đó

### Nga cho là có thỏa hiệp
Một ngày sau cuộc họp, một phát ngôn viên quân đội Nga nói rằng Nga sẵn sàng thực hiện các thỏa thuận đạt được giữa Tổng thống Nga Vladimir Putin và Tổng thống Mỹ Donald Trump trong lĩnh vực an ninh quốc tế đạt được tại hội nghị Helsinki. Tuyên bố của ông cho biết các thỏa thuận bao gồm hợp tác ở Syria và thảo luận về việc mở rộng Hiệp ước START. Tuy nhiên, không có thỏa thuận nào được công bố tại hội nghị thượng đỉnh, và các phát ngôn viên của Nhà Trắng và Lầu Năm Góc cho biết họ không biết về bất kỳ thỏa thuận mới nào.

## Nhận xét
- William Burns, đại sứ Hoa Kỳ ở Nga từ 2005 tới 2008 dưới thời George Bush II, nói chuyện với CNN, cho là, buổi họp báo của Trump và Putin là cuộc trình diễn của một tổng thống Hoa Kỳ trên chính trường thế giới làm xấu hổ nhất mà ông ta từng thấy.[15]
- Thượng nghị sĩ John McCaincho là cuộc họp báo đó là "một trong những trình diễn nhục nhã nhất của một tổng thống trong lịch sử". Không có tổng thống nào trước đó " tự hạ mình trước một bạo chúa một cách khúm núm như vậy".[15]
- "Cuộc họp báo là một ví dụ hấp dẫn về sự phủ nhận toàn bộ thực tế", nhà khoa học chính trị Steffen Schmidt thuộc Đại học bang Iowa cho biết. Nó cho thấy rõ ràng rằng Trump là "người mù đáng sợ" với bằng chứng rõ ràng và ngày càng tăng về ảnh hưởng của Nga trong cuộc bầu cử của Mỹ.[12]